# NGC 7759
NGC 7759 في الفهرس العام الجديد، هي مجرة، تقع في كوكبة الدلو. اكتشفت في 28 نوفمبر 1885 بواسطة لويس سويفت.

## روابط خارجية
- NGC 7759 على موقع ويكي سكاي: DSS2, SDSS, GALEX, IRAS, Hydrogen α, X-Ray, Astrophoto, Sky Map, Articles and images